# Kanevsky (huyện)
Huyện Kanevsky (tiếng Nga: ? райо́н) là một huyện hành chính tự quản (raion), của Vùng Krasnodar, Nga. Huyện có diện tích 2479 kilômét vuông, dân số thời điểm ngày 1 tháng 1 năm 2000 là 104300 người. Trung tâm của huyện đóng ở Stanitsa Kanevskaya.